# Nobushige Kawada
Nobushige Kawada (japanisch 川田 信茂 Kawada Nobushige; * 3. Dezember 1970 in der Präfektur Saitama) ist ein ehemaliger japanischer Fußballspieler.

## Karriere
Kawada erlernte das Fußballspielen in der Schulmannschaft der Honjo Higashi High School. Seinen ersten Vertrag unterschrieb er im 1989 beim Erstligisten Fujita Industries (Bellmare Hiratsuka). Am Ende der Saison 1989/90 stieg der Verein in die zweiten Liga ab. 1993 feierte er mit dem Verein die Meisterschaft und den Aufstieg in die erste Liga. 1994 gewann er mit dem Verein den Kaiserpokal. Ende 1994 beendete er seine Karriere als Fußballspieler.

## Erfolge
Bellmare Hiratsuka
- Japanischer Pokalsieger: 1994